# آلبرت گادریج
آلبرت گادریج (انگلیسی: Albert Godderidge؛ 29 May 1902 – ۱۹۷۶ (۷۳−۷۴ سال)) بازیکن فوتبال بود.